# 应用性能管理
在信息技术和系统管理领域中，应用性能管理 (APM)是监测和管理性能及可用性的软件应用程序。 应用性能管理应当尝试检测和诊断的复杂的应用性能问题来保持一个预期的服务水平. APM是"将IT指标转换为商业意义指标的翻译器"。